# Pseudostedes sedlaceki
Pseudostedes sedlaceki är en skalbaggsart som beskrevs av Stefan von Breuning 1976. Pseudostedes sedlaceki ingår i släktet Pseudostedes och familjen långhorningar. Inga underarter finns listade i Catalogue of Life.